# Da Il Cantatutto con Milva e Villa
Da Il Cantatutto con Milva e Villa (conosciuto anche come Milva - Villa) è il terzo Long Playing di Milva e il quarantacinquesimo di Claudio Villa, pubblicato nel 1963.

## Il disco
In questo disco ciascuno dei due lati è dedicato a uno dei due cantanti, reduci del successo televisivo del Cantatutto e punte di diamante tra gli artisti della Fonit Cetra. I due interpreti, che non cantano nessuna canzone insieme, ed erano già stati abbinati, nonostante l'età molto più giovane di Milva, sia dal vivo che in pubblicazioni discografiche (45 giri e EP). All'epoca il loro repertorio era piuttosto simile, mirante a esaltare le notevoli qualità vocali e rivolto soprattutto a un pubblico maturo e colto. La maggior parte delle canzoni era già stata pubblicata su 45 giri e/o EP. Spicca tra i brani interpretati da Milva Quattro Vestiti, di Ennio Morricone.

## Tracce
Lato A (interprete Milva)
1. Mamaluk
2. Non sapevo
3. Quattro vestiti
4. Ricorda
5. Malinconia
6. Cleo dalle 5 alle 7
7. Tutto va bene

Lato B (interprete Claudio Villa)
1. Piccola butterfly
2. Suonata per Roby
3. Occhi neri e cielo blu
4. Fiocca la neve
5. Demonio
6. Amor, mon amour, my love
7. Tutto va bene